# 口袋

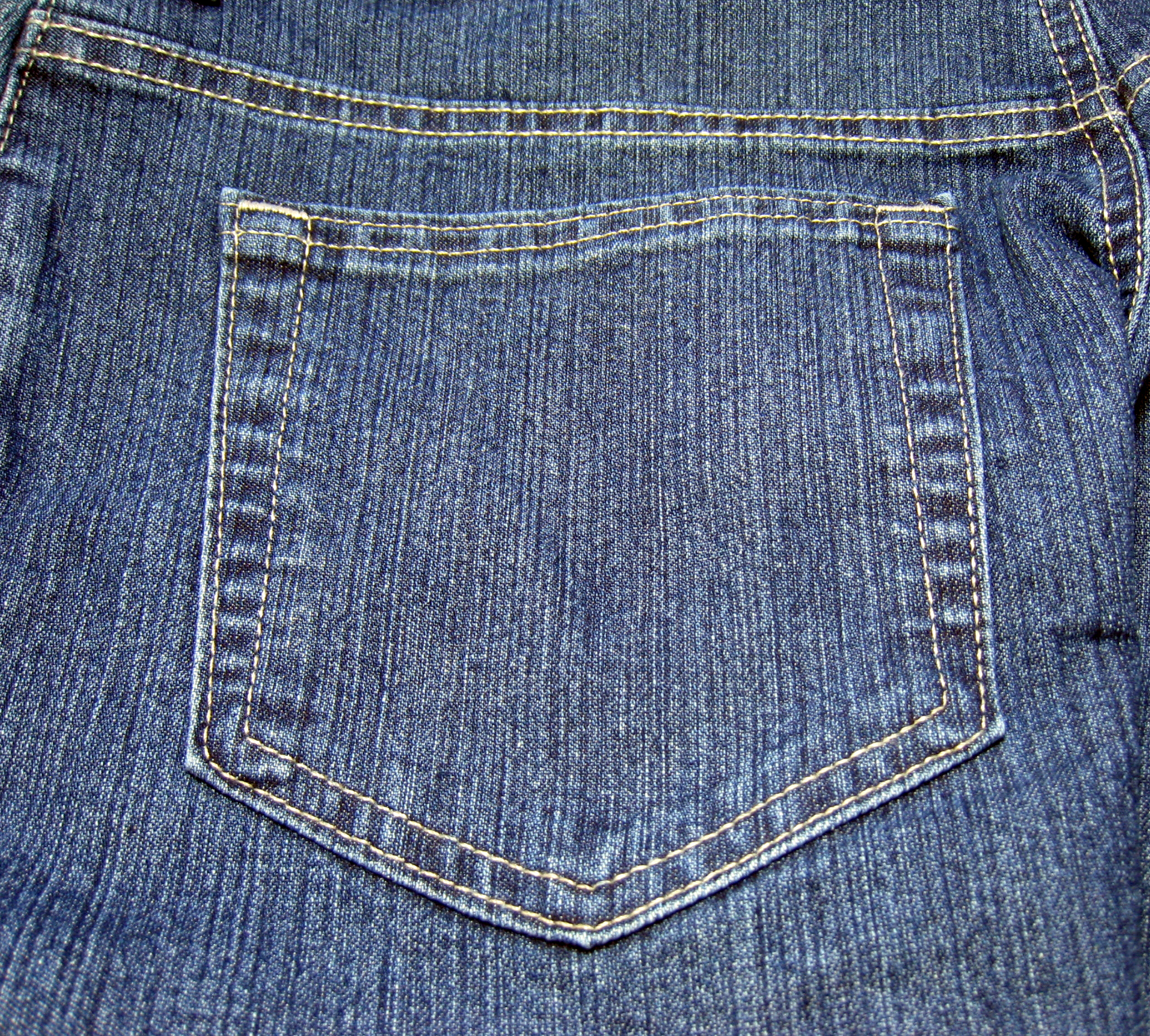
牛仔褲後面面缝及加固針縫的口袋

口袋（pocket）是為了可以放一些小物品，在衣服上加上的袋狀或封套狀結構，可能是在衣服外面增加布料而產生的，也可能是在衣服內部設計加入的。在行李或是背包上也會有口袋。有些口袋的開口會加上拉鏈或是鈕釦，避免物體從口袋掉落出來。

## 起源
古代的人會將有價值的東西放在皮或布的小袋子裡。西元前三千多年的冰人奧茨就有一個有帶子的袋子，裡面有一些常用的工具：包括刮刀、鑽頭、燧石片、骨錐和乾的木蹄層孔菌。
歐洲13世紀的服裝中有類似現今口袋的元素，稱為fitchets，是外衣上的垂直開口，沒有側邊的開口，方便拿取外衣腰帶上掛著的皮夾或鑰匙。依照歷史學家Rebecca Unsworth的記載，在15世紀末時開始有較多人知道口袋。16世紀時，口袋更加流行，也更普及。
在之後的歐洲服裝中，口袋也像零錢袋一樣可以掛在腰帶上，可以穿在外套或夾克衫裡面，讓扒手偷竊的難度提高。

## 延伸閱讀
- Picken, Mary Brooks. . Funk and Wagnalls. 1957.
- . Fashion & Jewellery Features. Victoria and Albert Museum.   [2009-11-17]. （原始内容存档于2007-10-27）.
- Different Types of Pocket（页面存档备份，存于）

## 外部連結
- BBC - h2g2 - A Very Brief History of the PocketArchive.today的存檔，存档日期2012-12-09
- 18th Century Women's Pockets
- Pockets at the V&A

- A History of Pockets, Victoria and Albert Museum（页面存档备份，存于）

- Pockets of History